# 関本忠弘
関本 忠弘（せきもと ただひろ、1926年11月14日 - 2007年11月11日）は日本の実業家・技術者。位階は従三位。1980年より1998年にかけて日本電気株式会社（NEC）の社長と会長を務め、この間に日本電気を日本電信電話公社（現・NTT）に依存する〝国策企業〟から、世界中にコンピュータ、半導体、通信機などを売る総合電機メーカーに成長させた。

## 来歴・人物
兵庫県神戸市生まれ。神戸市立川池小学校（現・神戸市立会下山小学校）、旧制瀧川中学校（四修）、旧制姫路高等学校理科甲類（首席）を経て、東京大学理学部物理学科を卒業。
1948年、日本電気に入社。入社後は同社の中央研究所で研究に従事し、PCM（パルス符号変換方式）の研究等を行う。
1962年、東京大学より工学博士の学位を取得。1965年に米国コムサット社へ出向、PCMデジタル衛星通信の研究を進めた。
1974年に日本電気取締役に就任し、常務、専務を経て1980年に社長就任。小林宏治会長の提唱する「C&C」(Computer & Communication)を継承し、また独自に「2.5次産業」という概念を唱えた。情報通信に力を入れ、PC-9800シリーズで同社を日本最大のパソコンメーカーに育てた。それまでの消費者に馴染みのない電電ファミリーからパソコンのNECにイメージを一新し、NECのブランドが若者の支持を受けることにもなった。「小林さんはC&Cの教祖。私はそれを広める使徒パウロだ」と関本はよく口にした。マスコミに対する関心も強く、重要な製品の発表があった翌朝には自ら各紙を点検し、掲載されていない新聞を見付けると、広報部長を叱りつけたという逸話を残す。
1986年、ニュービジネス協議会会長に就任。1994年に社長を金子尚志に譲って会長となる。会長職は1998年まで務め、社長に就任した1980年から会長退任の1998年までの18年間で、コンピュータ事業と半導体事業の強化により、1兆円未満だったNECの売上高を5兆円にまで成長させ、1980年代後半には半導体でも世界一の座に就かせ、1990年代初頭まで首位を維持させた。
1998年には経済団体連合会会長候補として名前が挙がったものの、会長選挙で新日本製鐵会長の今井敬に敗れた。また、同年に起きた防衛庁調達における不祥事の責任を取り会長職を辞任、相談役に退く。1999年に社長に就任した西垣浩司はハードからソフトへと路線転換を行い、半導体事業の本体からの分離や、電子部品や通信機など関本が育ててきた事業の縮小をおこなったが、これに怒った関本と西垣の間で『関本・西垣戦争』が勃発して社内ではコンピュータ派と通信派の派閥対立が表面化したとされる。2002年12月にはNEC執行部批判の言動を理由に相談役も解任され、財界から引退した。
2007年11月11日、脳梗塞のため80歳で死去。
囲碁を趣味とし、1981年に棋戦NECカップ囲碁トーナメント戦を、1995年にはその中国版棋戦のNEC杯囲棋賽を創設している。1993年に、日本棋院から大倉喜七郎賞を受賞した。

## 略歴
- 1974年 日本電気取締役に就任
- 1976年 科学技術庁長官賞受賞
- 1980年 日本電気代表取締役社長に就任
- 1982年 紫綬褒章受章
- 1986年 ニュービジネス協議会会長に就任
- 1989年 藍綬褒章受章
- 1993年 JEDIC(EDI推進協議会)副会長に就任
- 1994年 日本電気代表取締役会長に就任
- 1995年 レジオン・ド・ヌール勲章受章
- 1996年 IEEEアレクサンダー・グラハム・ベル・メダル賞受賞
- 1996年 名誉大英帝国勲章KBE受勲[12]
- 1997年 勲一等瑞宝章受章
- 1998年 経団連評議会議長に就任
- 1998年 日本電気取締役相談役に就任
- 1999年 中国人民対外友好協会人民友好使者、上海名誉市民授与[13]
- 2000年 国際社会経済研究所初代理事長に就任
- 2000年6月 日本電気取締役から退くが相談役には留まる
- 2002年 日本電気相談役を退任
- 2004年 IEEE栄誉賞受賞
- 2007年 叙・従三位

## 家族・親族

### 関本家
（兵庫県神戸市、東京都）
- 妻・まや子（成城大学名誉教授）
- 長男・雅一（実業家、2012年死去）
  - 同妻・寺田理恵子（元フジテレビアナウンサー）

## 主な著書
- 『限りなき繁栄への挑戦』にっかん書房、1992年
- 『日米摩擦いま何が問題か』朝日ソノラマ、1994年
- 『このままでは生きられない―21世紀へ、今こそ感じて、信じて、行動を』実業之日本社、1996年
- 『感じて信じて行動しよう』日刊工業新聞社<B&Tブックス>、1998年
- 『21世紀何を変えるかどう変えるか』PHP研究所、1999年